# Tillou
Tillou é uma comuna francesa na região administrativa da Nova Aquitânia, no departamento de Deux-Sèvres. Estende-se por uma área de 10,04 km². Em 2010 a comuna tinha 301 habitantes (densidade: 30 hab./km²).